# دراگنسدورف
دراگنسدورف (به آلمانی: Dragensdorf) یک منطقهٔ مسکونی در آلمان است که در Dittersdorf واقع شده‌است. دراگنسدورف ۷۲ نفر جمعیت دارد.